# Montagne du Droit
La montagne du Droit est une montagne du massif du Jura. Elle est située dans le canton de Berne en Suisse. C'est en fait une longue ligne de crête dont le mont Soleil est le point culminant à 1 291 mètres d'altitude.

## Toponymie
Selon Künsi et Kraege, son nom viendrait de son adret (« droit ») se levant au-dessus de Saint-Imier. Sur l'autre versant (l'ubac), on trouve la montagne et les forêts de l'Envers.

## Géographie

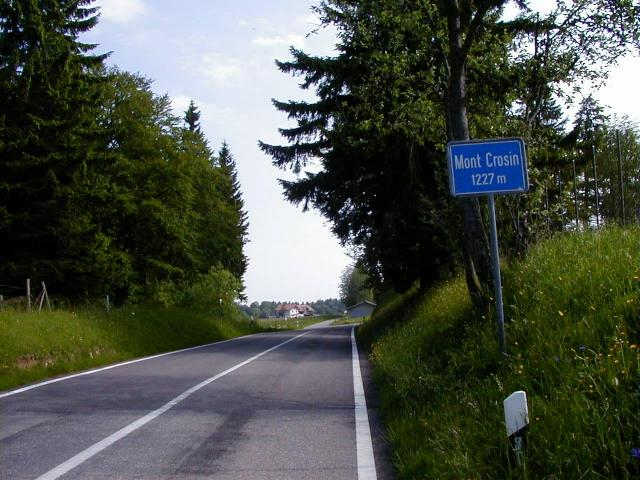
Col du Mont-Crosin.

Cette ligne de crêtes est assez rectiligne. Elle est axée de l'ouest-sud-ouest à l'est-nord-est. Sur son sud, on trouve le vallon de Saint-Imier dans lequel coule la Suze. À l'est se trouve le col de Pierre Pertuis. Sur son versant nord, la pente est plus douce et descend vers Les Breuleux ou Tramelan.